# Vangueria chariensis
Vangueria chariensis là một loài thực vật có hoa trong họ Thiến thảo. Loài này được A.Chev. ex Robyns miêu tả khoa học đầu tiên năm 1928.